# Jan Milíč Zelenka
Jan Radovan Milíč Zelenka (12. srpna 1923 Praha – 17. června 1942 Praha) byl synem Jana Zelenky-Hajského a jeho manželky Františky Zelenkové. Celá rodina patřila k významným podporovatelům parašutistů výsadku Anthropoid. Student gymnázia Jan Milíč Zelenka nebyl přítomen razii gestapa, která se uskutečnila v poledne 17. června 1942 v bytě Zelenkových. Jeho otec se během přepadení bytu ještě stačil otrávit cyankáli, matka byla zatčena a Jan Milíč Zelenka (tou dobou ve škole) byl varován, domů se nevrátil a pozřel cyankáli večer 17. června 1942 v pražském Záběhlickém lesíku.

## Život

### Rodinný původ a zázemí
Jan Milíč Zelenka se narodil 12. srpna 1923 v Praze do rodiny Zelenkových. Jeho otcem byl učitel na obecné škole, obětavý vlastenec a neúnavný propagátora sokolských myšlenek Jan Zelenka-Hajský, jeho matkou byla vlastenecky smýšlející Františka Zelenková (také členka sokolské organizace). Rodiče Jana Milíče Zelenky se seznámili na plese v libockém Lidovém domě, svatbu měli 26. října 1922 v kostele svaté Markéty v Břevnově a zpočátku bydleli u rodičů Františky v Bělohorské ulici číslo popisné 240.

### Odchod z Prahy
V prosinci 1925 odjel Jan Zelenka Hajský z Prahy učit do pohraničí (do školy v Brandově) a ve svém volném čase organizoval na Mostecku stavbu české školy v Dolním Háji u Duchcova. Jeho manželka se synkem zůstala v Praze, ale po dokončení stavby školy v Dolním Háji u Duchcova v ní začal Jan Zelenka vyučovat a rodina se tam za ním přestěhovala.

### Návrat ze Sudet

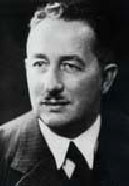
JUDr. Josef Kalfus

Po podpisu Mnichovské dohody (30. září 1938) opustili Zelenkovi Sudety. Bydlení rodiny v Praze bylo po návratu ze Sudet provizorní, ale JUDr. Josef Kalfus nakonec zajistil Zelenkovým byt v Praze XI. na Žižkově v činžovním domě v Biskupcově ulici číslo 4 v prvním patře, kam se rodina přestěhovala 9. ledna 1939.

### Ilegální činnost rodiny Zelenkových
Jan Zelenka-Hajský úzce spolupracoval s parašutisty, kteří připravovali a provedli atentát na Reinharda Heydricha, a kromě jiného se podílel na vyhledávání úkrytů pro ně. Navíc Zelenka-Hajský dodával atentátníkům i důležité informace o Heydrichově zvycích (kdy, kudy a kam jezdí), které čerpal od svého někdejšího žáka Františka Šafaříka, jenž pracoval na Pražském hradě.
Františka Zelenková se synem Janem Milíčem poskytovali parašutistům ubytování. Mladý sokolský odbojář Jan Milíč vykonával obětavě funkci kurýrní spojky mezi vojáky jednotlivých paravýsadků, kteří byli ilegálně ubytováni v různých bytech po celé Praze. Rovněž prováděl výměny německých říšských marek za protektorátní koruny. Dále obstarával a později také nosil jídlo do chrámu svatého Cyrila a Metoděje v Resslově ulici. Jan Milíč Zelenka byl členem radikální (požadující odplatu) sokolské ilegální odbojové skupiny Říjen, v jejímž čele stál jeho otec. Skupina Říjen byla odnoží sokolské organizace Jindra, která měla svůj název podle bývalého právníka a sokolského činovníka Jindřicha Vaníčka. Osmnáctiletý Milíč věděl dokonce o úkrytu parašutistů v kryptě kostela sv. Cyrila a Metoděje v Resslově ulici a získal pro odbojovou činnost i některé své kamarády, například Karla Bacílka či Jiřího Růtu.

### Razie v bytě Zelenkových

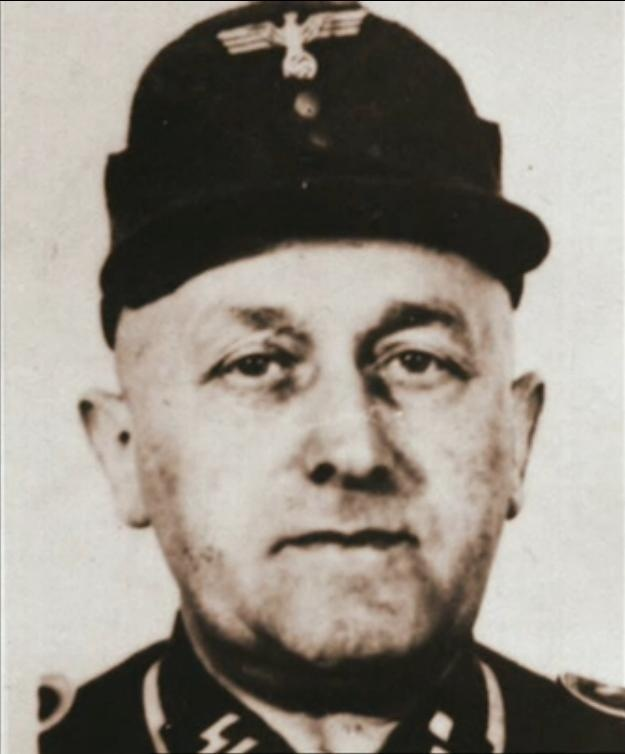
Oskar Fleischer – velitel zásahu v bytě Zelenkových

Po atentátu na Heydricha (27. května 1942), následné zradě Karla Čurdy (16. června 1942) a den před rozhodujícím bojem parašutistů v pravoslavném chrámu svatého Cyrila a Metoděje na Novém Městě pražském (18. června 1942) provedlo gestapo kolem poledne 17. června 1942 razii v bytě Zelenkových.
Přepadové komando gestapa přijelo směrem od Petschkova paláce do Biskupcovy ulice číslo popisné 1837/4 v několika autech a jeho příslušníci vběhli do prvního patra, kde bydlel řídící učitel V. obecné chlapecké školy v Praze–Vršovicích Jan Zelenka. Zatýkání řídil kriminální inspektor III. oddělení, referátu III A pražského gestapa Oskar Fleischer, který byl pro svoji krutost přezdíván „Řezník“

#### Smrt Jana Zelenky-Hajského
Poté, co přepadové komando gestapa vyrazilo dveře a vtrhlo do bytu Zelenkových, zahájilo prohledávání pokojů s cílem najít Jana Zelenku-Hajského, který se ale před jejich příchodem zamkl v koupelně a spolkl kapsli s cyankáli aby jej nedostali živého. Němci se pokusili dveře koupelny rozstřílet, ale Zelenka zavolal, že vyjde ven neozbrojen. Za okamžik sice vyšel, ale to už se sesunul k zemi a zemřel. Přivolaný lékař MUDr. Ladislav Dopita, který bydlel nedaleko Zelenkových ve druhém patře činžovního domu v Biskupcově ulici 1713/25, konstatoval již pouze smrt.

#### Zatčení, věznění a smrt Františky Zelenkové
Celé zatýkací akci byla přítomna Františka Zelenková, ale připravený jed v tabletě nepozřela a v nestřežené chvíli pilulku podala v bytě přítomnému lékaři MUDr. Ladislavu Dopitovi s tím, aby ji schoval. Františka byla zatčena, vyslýchána a vězněna. Psychický šok z prožité události u ní vyvolal záchvat, byla v traumatickém šoku a zmatená. Při výsleších neposkytla gestapu žádné užitečné informace. V nepřítomnosti byla německým stanným soudem odsouzena 29. září 1942 k trestu smrti. Františka Zelenková byla zavražděna střelou do týla v koncentračním táboře Mauthausen v 11.00 hodin v sobotu 24. října 1942 ve skupině 262 československých vlastenců, kteří byli ten den (v čase od 8.30 do 17.42 hodin) zbaveni života stejným způsobem.

#### Smrt Jana Milíče Zelenky

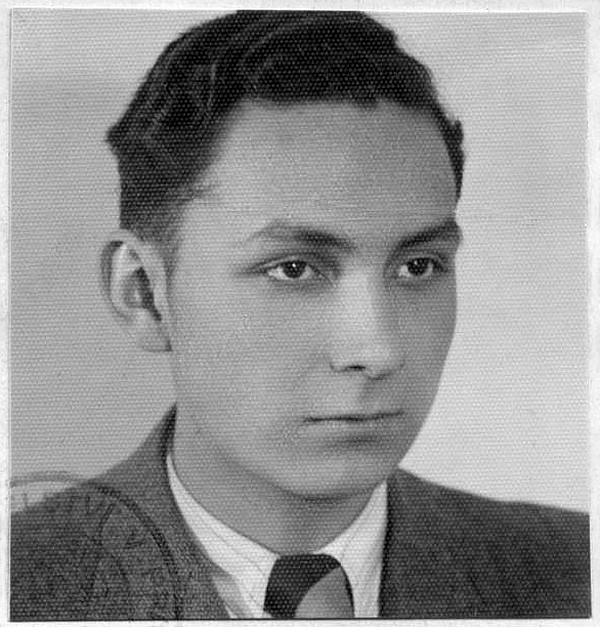
Karel Bacílek (rok 1939)

V době protektorátní studoval jediný syn Zelenkových Jan Milíč v VII. C reálného gymnázia v Praze–Libni. Spolu s Jiřím Růtou a Karlem Bacílkem pomáhal Jan Milíč (stejně jako oba jeho rodiče) parašutistům ze skupin Anthopoid, Silver A, Out Distance, Intransitive a Tin. Student Jan Milíč nebyl v době zásahu gestapa doma, ale na hodině angličtiny ve škole, kde se od spolužáka Jiřího Růty (21. března 1923 – 24. října 1942) dozvěděl o razii gestapa v Biskupcově ulici. Takto varován se domů již nikdy nevrátil. Autobusem linky „A“ přijel do zastávky „Husův háj“ u Slatinského lesíku (Záběhlického lesíku), protože toto místo dobře znal ze svých dřívějších výletů. Večer 17. června 1942 pak u cesty v „Husově háji“ (stejně jako jeho otec) rozkousl ampuli s kyanidem draselným.

## Po smrti Jana Milíče Zelenky

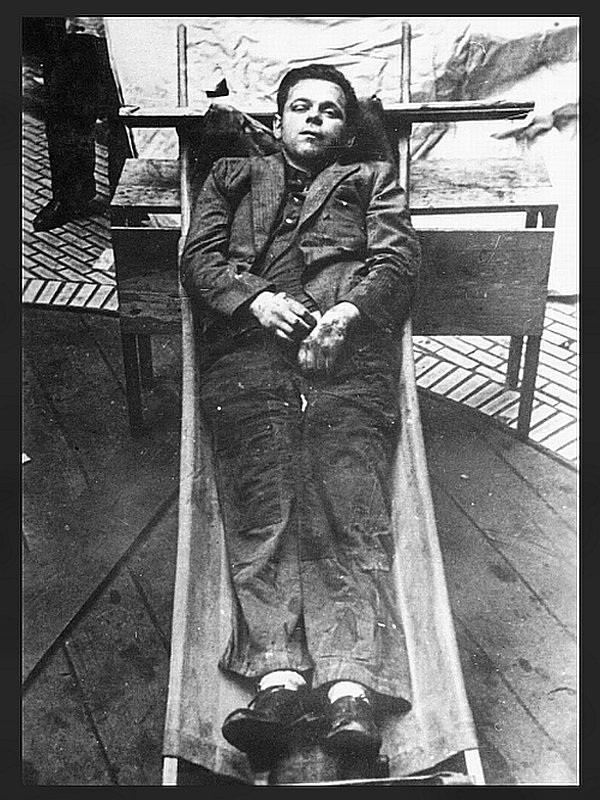
Jan Milíč Zelenka po otravě cyankáli

### Nález těla
Mrtvé tělo Jana Milíče Zelenky bylo nalezeno ještě téhož dne (17. června 1942) večer kolem 22.00 hodiny dvěma náhodnými chodci Václavem Literou a Václavem Březinou v Husově háji poblíž domu číslo popisné 1730. Místo nálezu zemřelého prohledali přivolení policisté a lékař. Byla vyrozuměna německá kriminální služba. Milíčovo mrtvé tělo bylo převezeno do německého Ústavu soudního lékařství a kriminalistiky, kde bylo podrobeno pitvě, při níž byla konstatována sebevražda neznámým jedem. Student Jan Milíč Zelenka byl ztotožněn na základě u něj nalezeného osobního průkazu číslo 69448, vydaného 29. ledna 1940.

### Identifikace
Identifikace mrtvých parašutistů (po skončení boje v kostele svatého Cyrila a Metoděje v Resslově ulici) probíhala před kostelem na rohu ulic Václavská a Resslova. Před polednem 18. června 1942 byla z lazaretu SS přivezena zpět mrtvá těla parašutistů Jana Kubiše a Josefa Bublíka. Gestapo ani německé kriminální orgány si ale nebyly jisty identitou mladého muže nalezeného předchozí večer v Záběhlickém lesíku. Domnívali, že se může jednat též o parašutistu, a proto bylo Milíčovo tělo převezeno Němci z Ústavu soudního lékařství a kriminalistiky za účelem potvrzení totožnosti na místo identifikace a položeno na chodník vedle sedmi mrtvých bojovníků (ležících na kobercích) z krypty kostela.
K vlastní identifikaci mrtvých před kostelem byli přivezeni mnozí zatčení odbojáři – spolupracovníci parašutistů. Mezi nimi byla například Hana Krupková. Identifikaci prováděli i s Němci spolupracující parašutisté Karel Čurda a Viliam Gerik.

Osoby identifikující mrtvé před kostelem
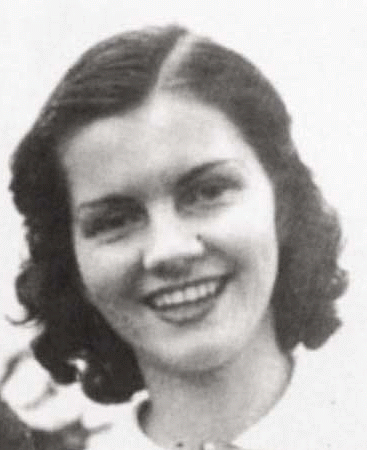
Hana Krupková
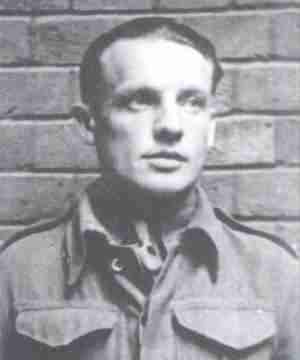
Karel Čurda
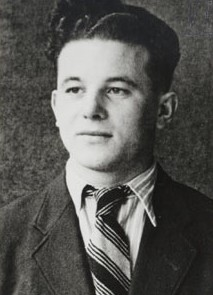
Viliam Gerik

### Místo uložení
Ostatky Jana Milíče Zelenky pak byly (po pitvě a identifikaci) vhozeny do neoznačeného společného hrobu na hřbitově v Ďáblicích.
Klasifikace nebyla dokončena. V druhém pololetí zameškal 176 hodin. V poznámce: Dotaz o příčině nepřítomnosti vrácen poštou jako nedoručitelný. Proto byl žák dnem 30. června 1942 dle odst. 6. paragrafu 2 školního řádu vyškrtnut ze seznamu žáků.
 , Uzavření studia Jana Milíče Zelenky na libeňském reálném gymnáziu, 

## Připomínky
- Jeho jméno je uvedeno na pamětní desce na domě, kde Zelenkovi bydleli, v ulici Biskupcova 1837/4, v Praze 3 na Žižkově.
- K připomenutí mladého sokolského odbojáře byla v Husově háji ve Slatinském lesíku (v místě, kde si vzal život) v Praze 10–Záběhlicích umístěna (a slavnostně odhalena v roce 2020)[6] pamětní deska věnovaná Janu Milíči Zelenkovi.[1][13][14] Za zbudováním pomníku stáli: Sbor pro obnovu pomníku Hrdinům od Zborova; 54. ZO Spořilov - Českého svazu bojovníků za svobodu a Obec baráčníků Roztyly. Lem kamenné desky byl ozdoben vzorem výšivky ve stylu národního dekorativismu. Výšivka byla převzata ze sletové sokolské haleny Milíčovo matky Františky Zelenkové.[1] Na pamětní desce je nápis: JAN MILÍČ ZELENKA / *12.8.1923 +17.6.1942 / Zde zemřel dobrovolně rozkousnutím ampule s kyanidem draselným před / zatčením gestapem. / Plnil obětavě spojku pro paravýsadek / Antropoid, odbojové skupiny / Jindra a Říjen // Čest jeho památce.[15][p. 13]
- K 75. výročí Operace Anthropoid bylo u kostela svatého Cyrila a Metoděje odhaleno sedm kamenů se jmény mrtvých parašutistů.[6] K nim dne 18. června 2018 (v místě uložení Milíčova těla)[16] přibyl i kámen osmý se jménem Jana Milíče Zelenky.[6] Jedná se o kovovou desku s textem: „Jan Milíč Zelenka /  Říjen /  *12. 8. 1923  †17. 6. 1942“, která se nachází na rohu Resslovy a Václavské ulice na adrese Václavská 308/22 120 00 Praha 2 (GPS souřadnice 50° 4' 31.8936" N, 14° 25' 2.262" E).[16]

## Galerie

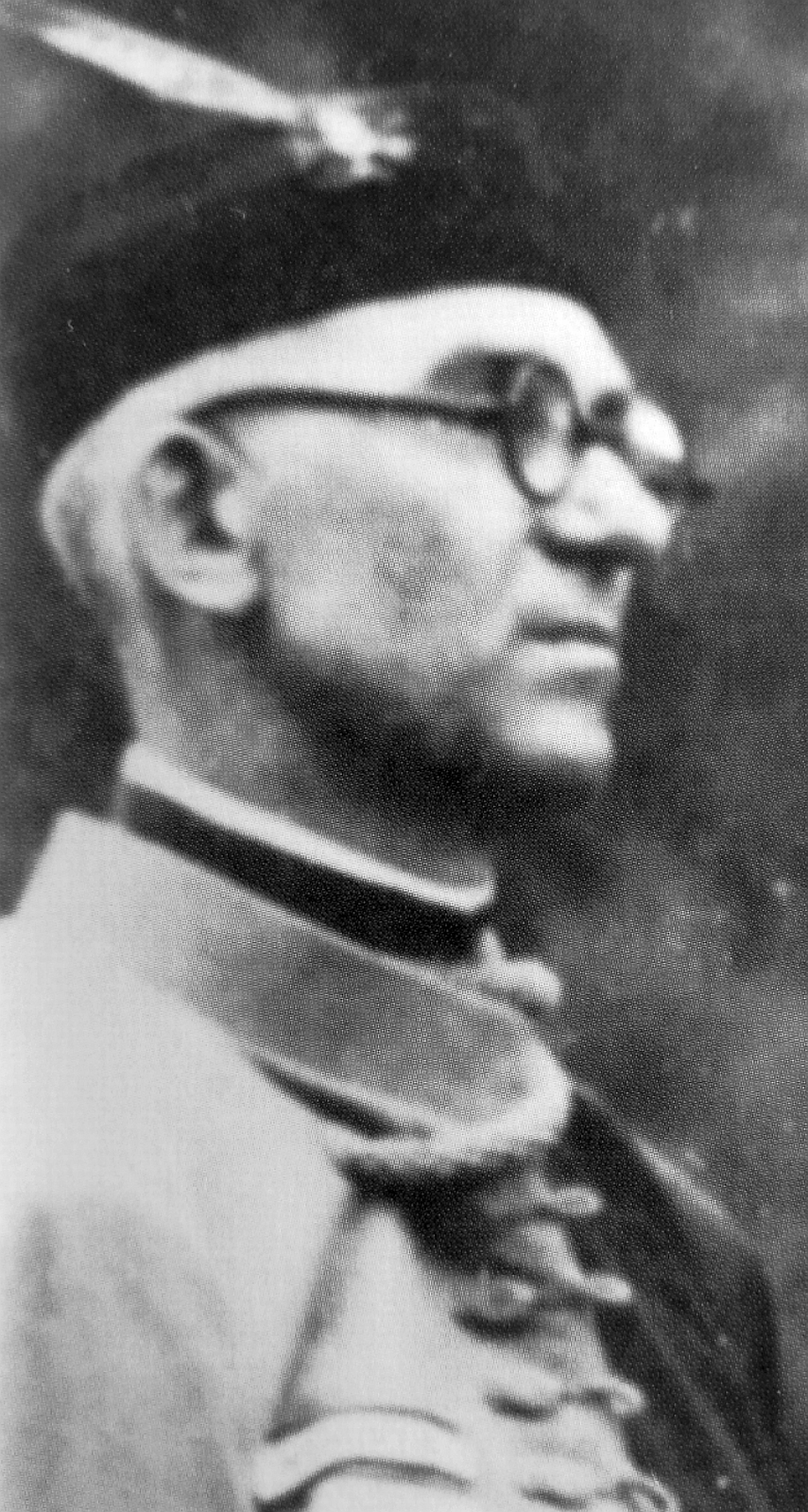
Jeho otec Jan Zelenka-Hajský
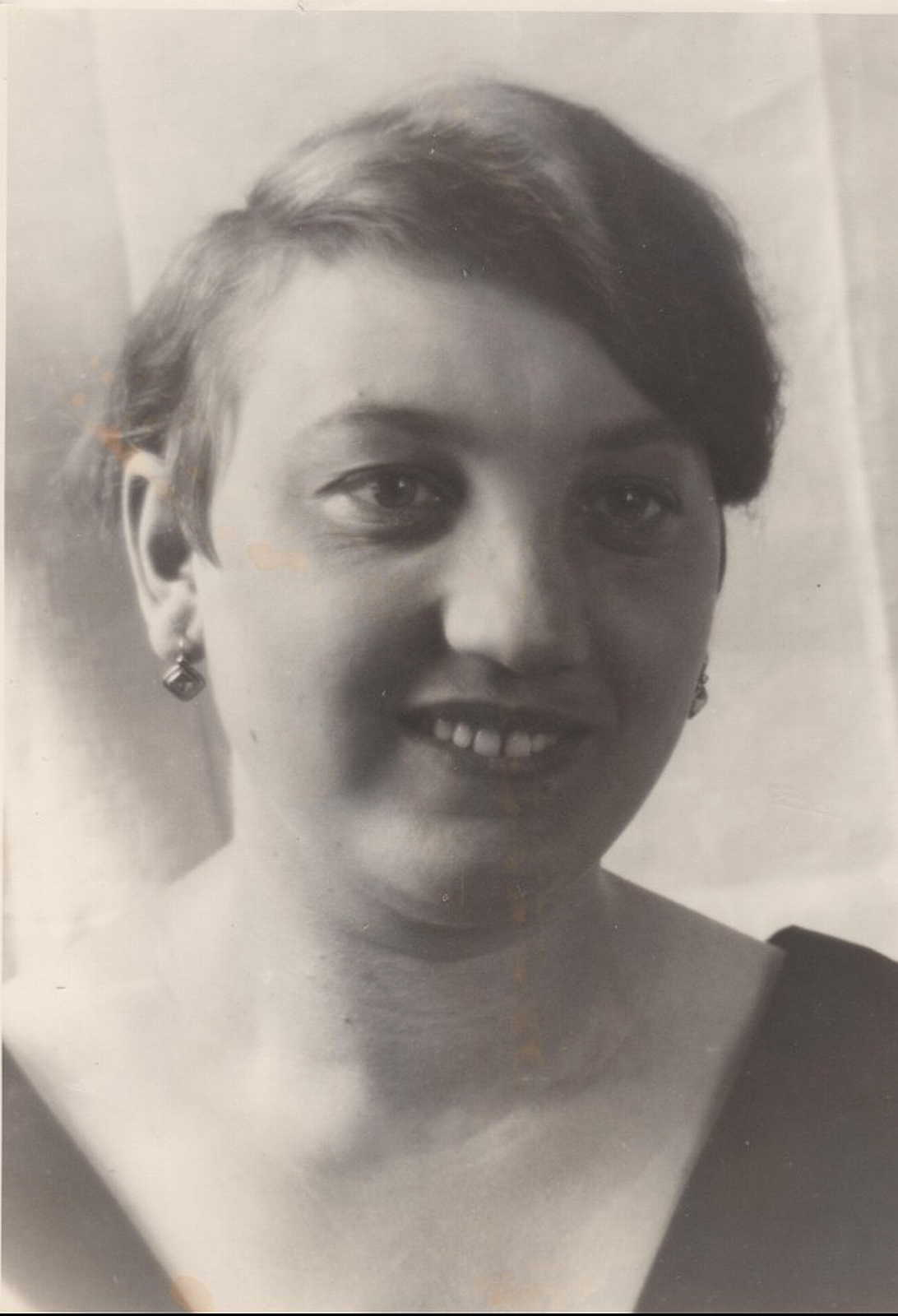
Jeho matka Františka Zelenková
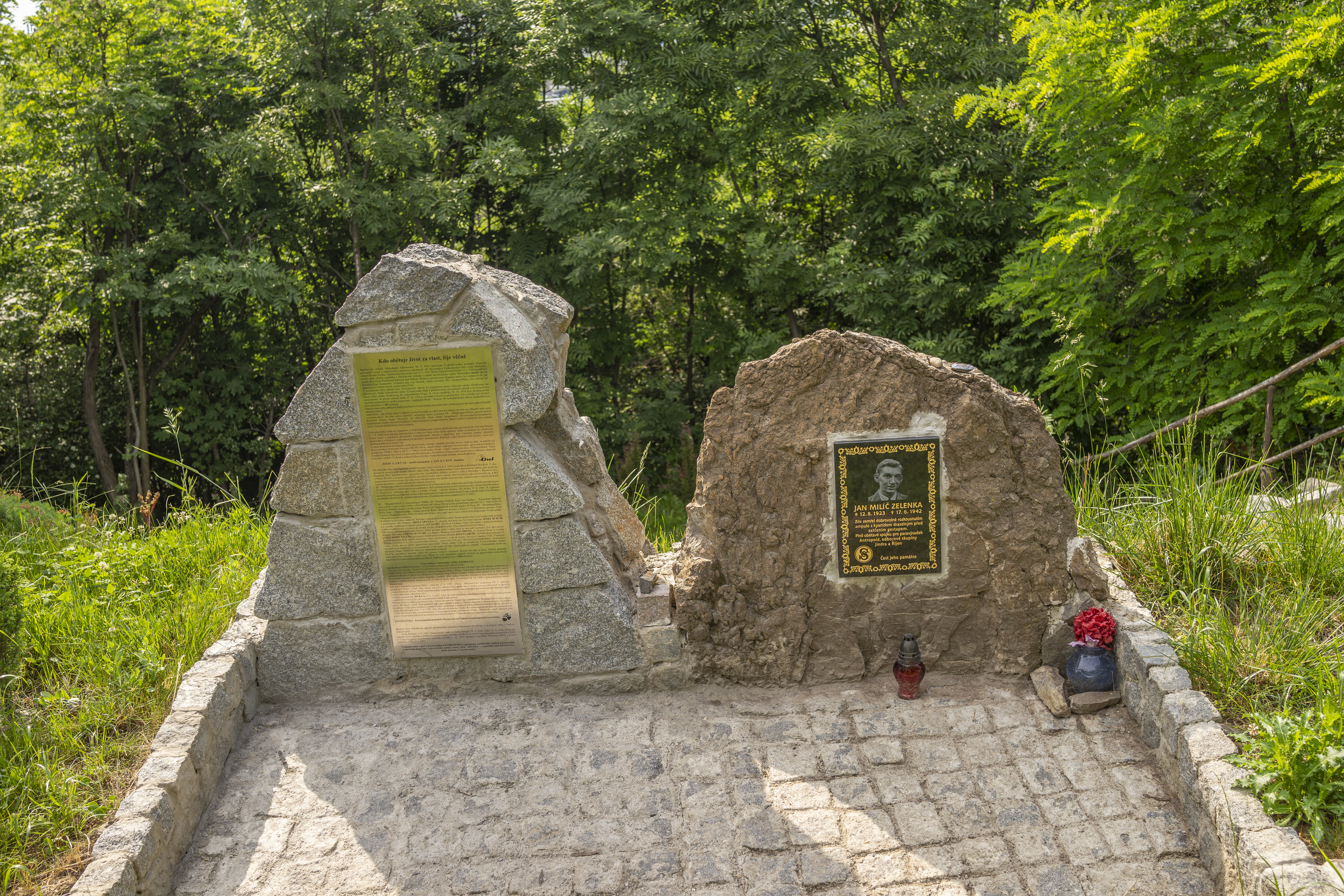
Pomník Jana Milíče Zelenky v Záběhlicích (celkový pohled)
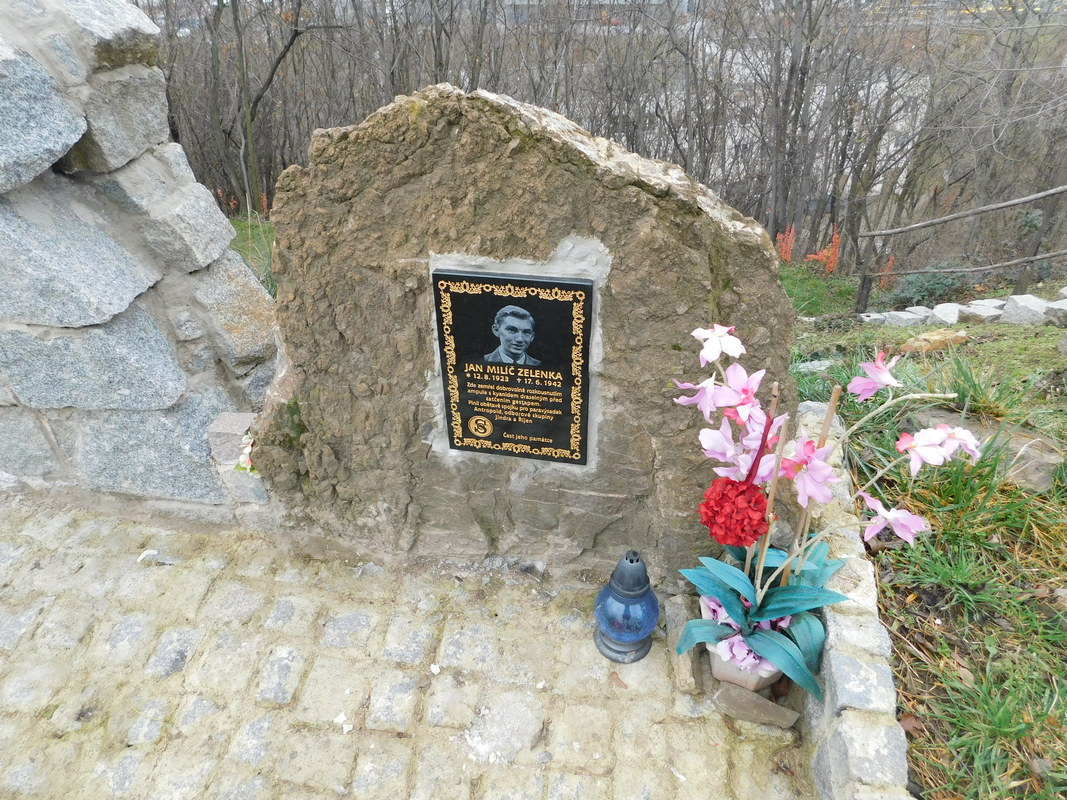
Pomník Jana Milíče Zelenky v Záběhlicích (detail)
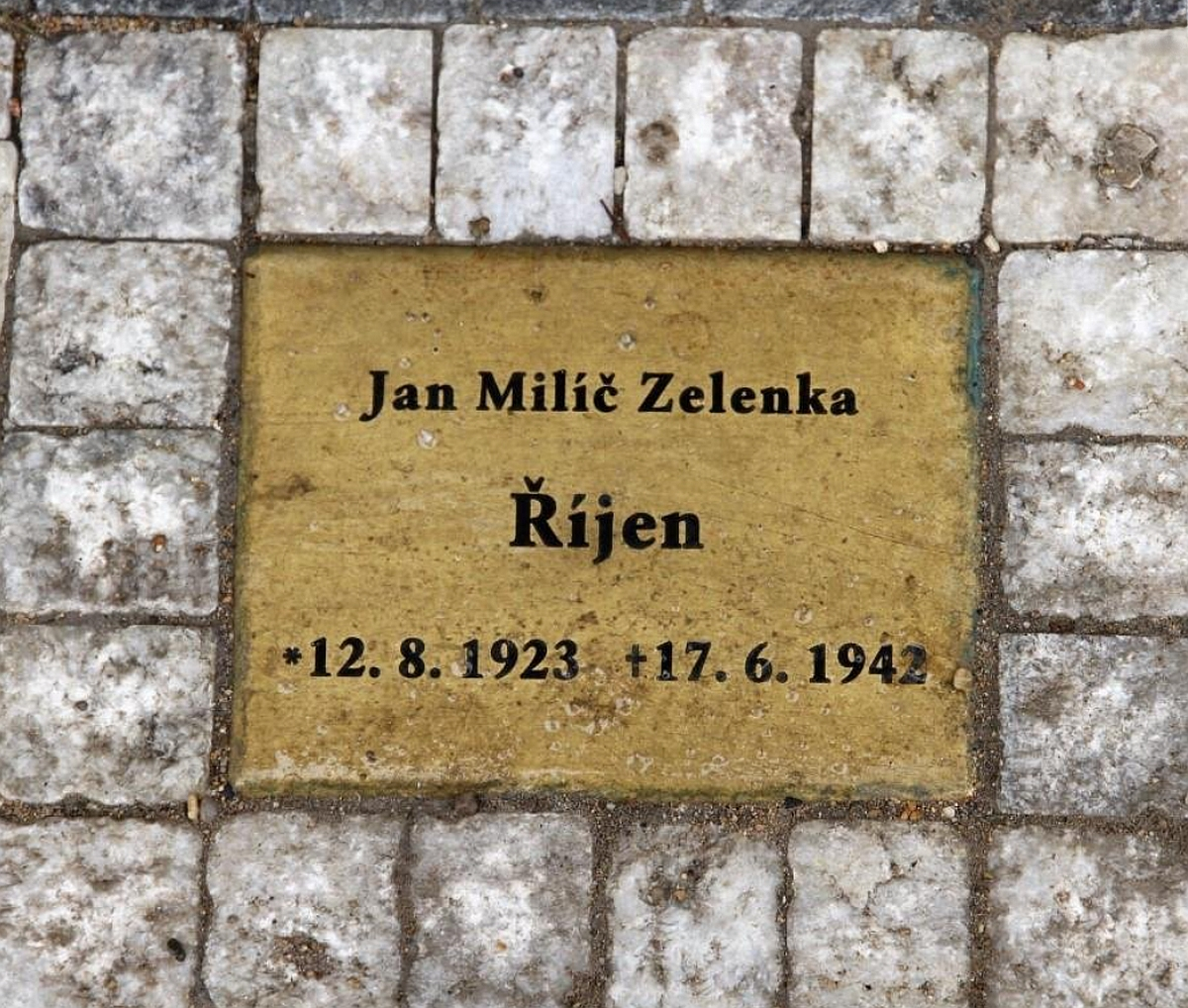
Kovová deska (Václavská 308/22 120 00 Praha 2)
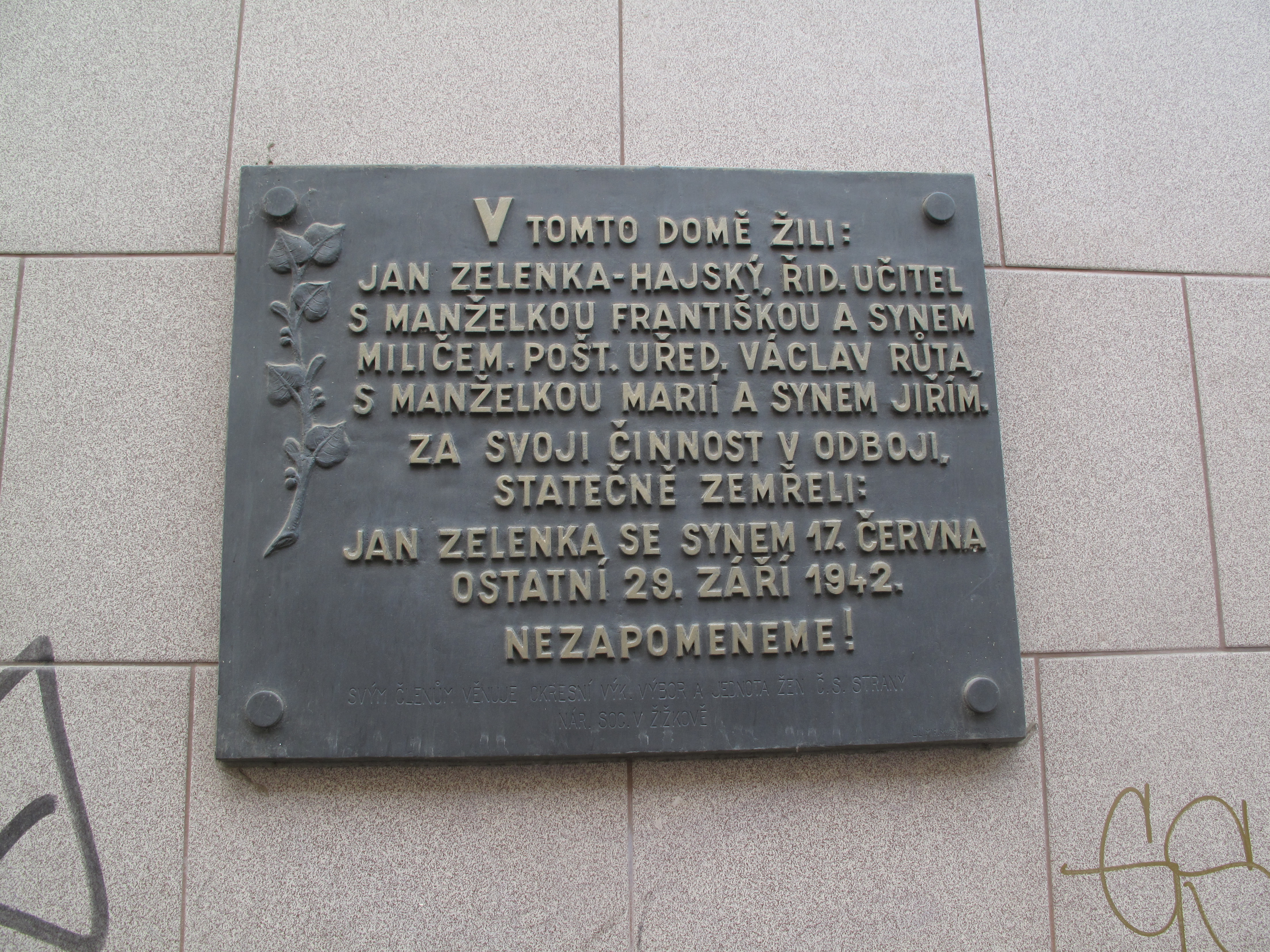
Pamětní deska na domě v Biskupcově ulici číslo 4 na Žižkově